# Arhetipovi (Jung)
Arhetip je Jungova hipotetička konstrukcija koja označava sveopšto iskustvo celokupnog čovečanstva i predstavlja osnovnu jedinicu kolektivno nesvesnog. Karl Gustav Jung (Kesvil, 26. jul 1875 — Kiznhat, 6. jun 1961), švajcarski je psihijatar, osnivač analitičke psihologije u kojoj se razlikuju lično i kolektivno nesvesno u okviru kojeg razlikujemo različite arhetipove.

## Pojam arhetipa
Arhetip je reč grčkog porekla i znači prauzorak, prasliku, prapismo, a naročito - prvi otisak. Arhetip je Jungov pojam koji se odnosi na urođene obrasce mišljenja, osećanja i delovanja, nastali kao rezultat vekovima taloženog iskustva brojnih generacija predaka i koji predstavljaju osnovne strukture i dinamičke elemente kolektivno nesvesnog.
Celokupnost i svesnih i nesvesnih zbivanja čine psihu. Psiha se sastoji iz dveju sfera: sfere svesnog i sfere nesvesnog. Obe sfere su suprotne po svojim osobinama ali dopunjuju se čineći jedinstvo psihe. Sfera svesti je samo mali deo totalne psihe. U daljem otkrivanju nesvesnog života Jung je došao do pretpostavke da nesvesni život, osim individualnog nesvesnog, sadrži još jedan, dublji i prostraniji sloj koji je nazvao kolektivno nesvesno.
Kolektivno nesvesno dato je pre svakog ličnog iskustva i sadrži opšte, za celo čovečanstvo tipične nasleđene forme opažanja i razumevanja, takozvane arhetipove. Oni predstavljaju ogromno duhovno nasleđe ljudskog razvoja. Oni su otisci opšteljudskog iskustva sticanog u toku hiljada godina u tipičnim, uvek ponavljanim situacijama. Stoga se pojavljuju u svesti pojedinca kada se ponovi jedna takva prasituacija u njegovom ličnom životu.
Jung je arhetipovima pridavao veliku važnost. Smatrajući da dokazano postoje, i to kako u snovima, fantazijama, vizijama, u umetničkom stvaralaštvu (naročito velikih stvaralaca), tako i u sumanutim sadržajima i halucinacijama duševno bolesnih, Jung im je pridavao dominantni funkcionalni karakter. Osim ovoga, Jung je i smatrao da arhetipovi poseduju veliki energetski naboj.

## Razvoj teorije
Jungova ideja o arhetipovima je bazirana na Kantovim (Imanuel Kant) i Platonovim (Platon) idejama i Sopenhauerovim (Artur Šopenhauer) prototipovima. Jung je bio otvoren za nova iskustva, uvek je bio spreman da se ispravlja i razvija. Tako se i njegovo shvatanje arhetipova menjalo i formalno i funkcionalno.
Prvi put je 1917. govorio o “dominantama kolektivnog nesvesnog”, kao sadržajima koji poseduju specifičnu energiju. Do tada je upotrebljavao termin “primordijalne slike”, koji je uzeo od Jakoba Burkharta. Primordijalnim slikama je Jung označavao sve mitologeme, motive legendi i bajki, gde su koncentrisani univerzalni ljudski načini ponašanja izraženi u slikama. Kroz istoriju ti motivi su uzimali bezbrojne oblike, od shvatanja primitivaca, preko religioznih ideja, do snova, vizija i fantazija savremenog čoveka.
Termin “arhetip”, kakav je u današnjoj upotrebi, Jung je prihvatio 1919. U potrazi za suštinom arhetipova Jung je morao da dospe do oblasti mitologije, alhemije i istorije religija. Etimologiju reči arhetip je dao Pol Šmit u delu Arhetipovi kod Augustina i Getea. Prvi element arhe označava: početak, poreklo, uzrok, primarni izvor i princip, ali takođe označava i: vodeću poziciju, najviše pravilo, dominantu; drugi element tip znači: formu, sliku, prototip, model, način, normu, a u figurativnom smislu: sklop, osnovnu formu, primordijalnu formu (formu koja ističe neke zajedničke karakteristike ljudi, životinja, ili biljaka kao vrste). Dok u početku, kod Junga, arhetip je označavao motive koji se izražavaju u slikama, kasnije je dobio mnogo šire značenje.
Od 1946. godine Jung je dopunio svoje ranije učenje o arhetipovima, razlikujući arhetipove za sebe, to jest one koji su potencijalno prisutni u svakoj psihičkoj strukturi, i one koji postaju aktuelni, koji se mogu opažati onda kada stupe u oblasti svesti kao arhetipske predstave ili arhetipski proces, stalno pri tome varirajući u svome načinu ispoljavanja.

### Kolektivno nesvesno
Kolektivno nesvesno predstavlja najdublji , najzagonetniji i najmračniji prostor ljudske psihe. Ono je univerzalni temelj celokupne ličnosti. U njemu je pohranjeno duhovno iskustvo hiljade generacije naših predaka, a osnovne jedinice kolektivno nesvesnog su arhetipovi.
U posebnim studijama i ogledima Jung raspravlja o arhetipovima kao što su: arhetip majke, božanskog deteta, ponovnog rođenja, arhetip duha itd. U stvari, sva životna ispoljavanja, ukoliko su uopšte ljudske i tipične prirode, počivaju na arhetipskoj osnovi, svejedno da li se manifestuju kao biološka, psiho-biološka ili duhovna ispoljavanja.
Arhetipovi su nevidljivi koreni svesti. Oni, po Jungovoj koncepciji, u svojoj bipolarnoj strukturi, nose u sebi kako tamnu tako i svetlu stranu. Otud je i moguće da oni u jednom slučaju, kao kod genijalnih ljudi, postanu nosioci ,,velikih ideja" koje služe čovečanstvu kao uzor, dok u drugom slučaju, kod duševno bolesnog, postaju njegova kob.
Jung upozorava na to da moramo praviti razliku između arhetipova i arhetipskih slika. Arhetipovi su nevidljivi okviri našeg celokupnog iskustva, a ispoljavaju se u vidu simboličnih slika nabijenih emocijama. Sam po sebi arhetip je nevidljiv, nesaznatljiv i nepromenljiv, ali su njegove manifestacije i predstave raznolike, opažljive i promenljive.

### Arhetip i instinkt
Arhetip se može istraživati sa različitih aspekata. Kada ga posmatramo u odnosu sa instinktima, onda sagledavamo povezanost ljudske psihologije sa psihologijom životinja.
Da bi bolje objasnio odnos nagon-duh i položaj arhetipa u tom odnosu, Jung je pozvao u pomoć boje. Ako se nagon označi crvenom, a duh plavom, onda arhetipu odgovara ljubičasta boja. Ona je mešavina plave i crvene, a istovremeno je i posebna boja. Nagon ima fiziološki aspekt, ali u svest prodire kao slika tj. kao arhetipska predstava. Pri tome se razvijaju dejstva koja su u suprotnosti sa fiziološkim nagonima ili izgleda da su u suprotnosti.Ako je arhetip predstavljen nevidljivim ultra-ljubičastim delom spektra, ova analogija pomaže da shvatimo ne samo položaj arhetipa u odnosu duh-nagon, već podseća da je arhetip psihoidan faktor.Psihički ultraljubičasto, arhetip, označava područje koje sa jedne strane ne pokazuje nikakve fiziološke karakteristike, a sa druge strane se ne može smatrati psihičkim, iako se tako manifestuje. U arhetipskoj predstavi duh i nagon se nalaze jedan naspram drugog u okvirima psihičke ravni. Po Jungu, psiha i njeni sadržaji su jedina stvarnost o kojoj mi imamo neposredno saznanje.

#### Arhetip nije nasleđena predstava
Kada se o kolektivno nesvesnom govori kao o nasleđenoj masi sastavljenoj od taloga svih iskustava niza predaka, postoji opasnost da se arhetip prihvati kao nasleđena predstava. Zato je Jung često naglašavao da se ne radi o nasleđenim predstavama, već o nasleđenim mogućnostima predstavljanja. Njegova je suština nepromenljiva, ali se menjaju načini manifestacije i to u skladu sa odgovarajućom individualnom svešću u kojoj iskrsava.

#### Arhetip kao energetski centar
Jung je smatrao da arhetipovi poseduju veliki energetski naboj. Aksiomi u psihologiji su: postojanje nesvesnog i energetska teorija. Arhetipovi su otisci stalno ponavljanih, tipičnih iskustava, ali oni se empirijski istovremeno ponašaju kao snage i tendencije ponavljanja istih iskustava. Arhetipovi poseduju specifičnu energiju, nezavisnu od svesti koja im se ne može oduzeti. Međutim, ta specifična energija nije dovoljna da bi od psihoidnog arhetipa po sebi postala predstava. Potrebna je dodatna energija koja dolazi iz svesti, da bi mogle da počnu dinamičke operacije. Arhetip tako dobija „naboj“ koji se manifestuje u nekoj vrsti magnetske privlačnosti na svest. Svetlost svesnosti pada na arhetip i on ulazi u oblast psihičkog, postaje vidljiv.

#### Arhetip i simboli
Arhetip kao energetski centar ima sposobnost da prodre u svest i postane vidljiv. Poseduje sposobnost pojavljivanja u određenoj simboličkoj formi. Simbol je tako most između svesnog i nesvesnog dela ličnosti. Simboli mogu da budu konkretni – u obliku ljudi, životinja ili biljaka, ili apstraktni – krug, kocka, krst, lopta, mandala... Od prastarih vremena, dnevno kretanje Sunca i smenjivanje dana i noći je predstavljeno serijom slika kao mit o umiranju i ponovnom rađanju heroja i te slike su utisnute u ljudsku psihu. Jung je posebno obrađivao arhetipove:senku, životinju, starog mudraca, dete, majku, animu, animus, arhetipove koji predstavljaju cilj ili ciljeve razvojnog procesa.

#### 4 Jungova arhetipa
Jung opisuje arhetipske događaje: rođenje, smrt, odvajanje od roditelja, brak itd, zatim arhetipske figure: majka, otac, dete, đavo, bog, heroj itd. I arhetipske motive: apokalipsa, potop, stvaranje itd.
Cela Jungova psihologija se može sažetu u jednu reč: individuacija. Individuacija je rast personalnosti koja, u iskustvima i dramama života, kroz susret s arhetipovima dolazi do ostvarene zrelosti i celovitosti. Po Jungu, njegova vrsta psihologije je namenjena više ljudima zrelije dobi koji su realizovali svoje lične ambicije (seks, karijera, porodica, društveno priznanje) te se, zasićeni životnim iskustvima, nalaze na pragu duhovne krize i propitivanja onoga što se često zove smisao života. Potencijalni prigovor da, tako definisanoj, njegovoj psihologiji nedostaje univerzalnost Jung je otklonio tvrdnjom da i mladi ljudi mogu osećati snažan poriv za individuacijom, no da se to ipak češće događa u zrelije životno doba: izuzeci bi bili veoma rano psihički razvijeni pojedinci, te ljudi takve psihološke konstitucije kojima su osnove ljudskog postojanja-porodica i karijera - u drugom planu.
Ličnost se tokom individualizacije susreće sa arhetipovima Persone, Senke, Anime/Animusa, Mudrog starca dok ne dospe do svog unutrašnjeg središta, do arhetipa Sopstva.
Persona se odnosi na površinski sloj ličnosti. Svaki čovek poseduje Personu (masku) koja štiti njegovu pravu ličnost od pogleda i pritisaka spoljašnjeg sveta i koja je posrednik između ličnosti i socijalne sredine. Pojedinac u toku individuacije mora da nauči da razlikuje masku od svoje autentične ličnosti. Postoji iza fasade ono naše lice “koje mi svetu nikada ne pokazujemo, jer ga skrivamo pomoću Persone, maske glumca” (Jung “O arhetipovima kolektivno nesvesnog”).
Senka je mračni deo ličnosti koja obuhvata osobine koje svesno ja ne prihvata i kojih se stidi. Ove nepriznate osobine bivaju potisnute, gde se formira inferiorni, tamni deo ličnosti. Zato Jung Senku definiše kao sveukupnost onoga što ličnost ne želi da bude i što ne priznaje da jeste.
Duševne slike Animusa i Anime posreduju između Ja i unutrašnjeg sveta. Jedna narodna poslovica kaže da svaki muškarac nosi svoju Evu u sebi. U kojoj meri svaki muškarac nosi i psihičku ženu u sebi, odnosno da li svaka žena, nezavisno od svoga fizičkog izgleda, nosi u sebi i neki psihički otisak muškaraca, pitanje je kojim se Jung posebno zanimao. Ovaj odnos se otkriva na dva načina: jedan je čisto unutrašnji i njega susrećemo u našem nesvesnom životu, u snovima, fantazijama i vizijama, dok je drugi način spoljašnji i to u vidu pronalaženja seksualnog partnera, u kome se, zapravo, projektuje onaj drugi pol u nama koji nam dolazi u susret kao dopuna našoj potrebi za celovitošću. Ovu večitu Evu u svakom muškarcu Jung je nazvao Anima, odnosno večitog Adama u ženi, Animus, smatrajući ih arhetipskim vrednostima. Dakle Animus je praslika muškarca u ženi, a Anima je praslika žene u muškarcu.
Sopstvo je po Jungu arhetip celine, duševnog sklada u potpunosti. Ispoljava se kroz razne simbole: biser, zlato, cvet i Sunce.
Po Karlu Gustavu Jungu postoje 4 čovekova arhetipa. To su tačnije 4 stepenika do prosvetljenja; četiri stepenika u našem sazrevanju. Prvi arhetip je arhetip ATLETE. To je identifikacija sa našim telom i šta mi možemo fizički da uradimo. Sledeći arhetip je RATNIK. To je faza u našim životima kada razmišljamo kao ratnici: "Koga treba da pobedim?", "Ima li neko bolji od mene?". Treća faza je arhetip DRŽAVNIKA. To je vreme gde prestajemo misliti na sebe i počinjemo činiti stvari za druge. Četvrti stadijum je arhetip DUHA. U ovom stadijumu počinjemo da sebe istinski prepoznajemo. To je saznanje gde shvatamo da ovo telo nije naš dom, da ova zemlja nije naš dom. Gde vidimo sebe kao beskonačni duh, gde smo deo Univerzuma.
Govoreći o kolektivnom nesvesnom, o opštoj psihi, Jung nije zaboravio pojedinca. Kolektivno nesvesno je autonomni kompleks, nešto izvan nas, ali mora sebe da individualizuje. Individuacija, čovekov potencijalni razvoj u jedinstvenu ličnost je upravo arhetipski fenomen. Kristalizacija manje ili više čvrstog Ja je karakteristična samo za ljudsku vrstu. Kao seme, psiha nosi u sebi dispozicije da sazri i razvije te predispozicije. Pošto je svaka psiha utemeljena na arhetipovima, Jung smatra da se moramo suočiti, kako sa onim arhetipovima koji nas povezuju sa ostalim pripadnicima ljudskog roda, tako i sa onima koji su naš sopstveni zakon unutra, naš unutrašnji poziv.

## Zanimljivosti
Jungu se često pripisuje izreka:
„Prizvan ili neprizvan, Bog je uvek tu.“
Ta rečenica je uklesana na njegovom grobu. Međutim radi se o spartanskoj izreci koju je on pronašao u spisima Erazma Roterdamskog.
Jung je objasnio i fenomen "letećih tanjira" dajući psihološko objašnjenje gde se isključuje mogućnost pojave vanzemaljaca.

## Literatura
- Stevens, Anthony (2006), „Chapter 3”,  Ур.: Papadopoulos, Renos, The Handbook of Jungian Psychology
- Jung, C. G. (1928) [1917], Two Essays on Analytical Psychology, Collected Works, 7 (2 изд.), London: Routledge (објављено 1966)
- Jung, C. G. (1934), The Archetypes and The Collective Unconscious, Collected Works, 9 (1) (2 изд.), Princeton, NJ: Bollingen (објављено 1981), ISBN 0-691-01833-2

## Spoljašnje veze
- Temelji Jungove duhovne psihologije
- 4 Jungova arhetipa
- Psihologija i eksperimenti
- Sigmund Frojd